# Kategoria Superiore 1998-1999
La Kategoria Superiore 1998-1999 fu la 60ª edizione della massima serie del campionato albanese di calcio disputata tra il 29 agosto 1998 e il 15 maggio 1999 e conclusa con la vittoria del Tirana, al suo diciottesimo titolo.
Capocannoniere del torneo fu Artan Bano (Lushnja) con 22 reti.

## Formula
Il numero di squadre partecipanti diminuì da 18 a 16 e giocarono un turno di andata e ritorno per un totale di 30 partite.
Le ultime tre classificate furono retrocesse in Kategoria e Dytë.
Le squadre qualificate alle coppe europee furono quattro: la vincente del campionato fu ammessa alla UEFA Champions League 1999-2000, la seconda classificata e la vincente della Coppa d'Albania alla Coppa UEFA 1999-2000 più un'ulteriore squadra alla Coppa Intertoto 1999.

## Squadre
| Squadra           | Città   | Stadio | Stagione 1997-1998 |
| ----------------- | ------- | ------ | ------------------ |
| Apolonia Fier     | Fier    |        | 7°                 |
| Besa Kavajë       | Kavajë  |        | 14°                |
| Burreli           | Burrel  |        | Kategoria e Dytë   |
| Bylis Ballsh      | Ballsh  |        | 13°                |
| Dinamo Tirana     | Tirana  |        | 12°                |
| Elbasani          | Elbasan |        | 6°                 |
| Flamurtari Valona | Valona  |        | 15°                |
| Laçi              | Laç     |        | 8°                 |
| Lushnja           | Lushnjë |        | 9°                 |
| Partizani Tirana  | Tirana  |        | 3°                 |
| Shkumbini         | Peqin   |        | 4°                 |
| Skënderbeu        | Coriza  |        | 11°                |
| Teuta             | Durazzo |        | 5°                 |
| Tirana            | Tirana  |        | 2°                 |
| Tomori            | Berat   |        | 10°                |
| Vllaznia          | Scutari |        | Campione d'Albania |

## Classifica finale
|                    | Pos. | Squadra           | Pt | G  | V  | N | P  | GF | GS | DR  |
| ------------------ | ---- | ----------------- | -- | -- | -- | - | -- | -- | -- | --- |
| Albania (bandiera) | 1.   | Tirana            | 61 | 30 | 18 | 7 | 5  | 48 | 20 | +28 |
|                    | 2.   | Vllaznia          | 60 | 30 | 18 | 6 | 6  | 57 | 18 | +39 |
|                    | 3.   | Bylis Ballsh      | 59 | 30 | 18 | 5 | 7  | 51 | 19 | +32 |
|                    | 4.   | Tomori            | 46 | 30 | 13 | 7 | 10 | 31 | 25 | +6  |
|                    | 5.   | Lushnja           | 44 | 30 | 14 | 2 | 14 | 52 | 40 | +8  |
|                    | 6.   | Dinamo Tirana     | 40 | 30 | 11 | 7 | 12 | 37 | 37 | 0   |
|                    | 7.   | Shkumbini         | 40 | 30 | 12 | 4 | 14 | 30 | 38 | -8  |
|                    | 8.   | Teuta             | 40 | 30 | 12 | 4 | 14 | 28 | 48 | -20 |
|                    | 9.   | Elbasani          | 39 | 30 | 11 | 6 | 13 | 30 | 30 | 0   |
|                    | 10.  | Partizani Tirana  | 39 | 30 | 10 | 9 | 11 | 37 | 46 | -9  |
|                    | 11.  | Flamurtari Valona | 38 | 30 | 11 | 5 | 14 | 40 | 47 | -7  |
|                    | 12.  | Skënderbeu        | 38 | 30 | 12 | 2 | 16 | 44 | 53 | -9  |
|                    | 13.  | Apolonia Fier     | 37 | 30 | 10 | 7 | 13 | 32 | 42 | -10 |
|                    | 14.  | Besa Kavajë       | 36 | 30 | 10 | 6 | 14 | 25 | 40 | -15 |
|                    | 15.  | Laçi              | 33 | 30 | 9  | 6 | 15 | 36 | 55 | -19 |
|                    | 16.  | Burreli           | 27 | 30 | 8  | 3 | 19 | 40 | 60 | -20 |

Legenda:

      Campione d'Albania e ammesso alla UEFA Champions League
      Ammesso alla Coppa UEFA
      Ammesso alla Coppa Intertoto
      Retrocesso in Kategoria e Dytë
Note:

Tre punti a vittoria, uno a pareggio, zero a sconfitta.

## Verdetti
- Campione:  Tirana
- Qualificata alla UEFA Champions League:  Tirana
- Qualificata alla Coppa UEFA:  Vllaznia,  Bylis Ballsh
- Qualificata alla Coppa Intertoto:  Teuta
- Retrocessa in Kategoria e Dytë:  Burreli,  Laçi,  Besa Kavajë